# Nina Głonti
Nina Lewanowna Głonti (ros. Нина Левановна Глонти; ur. 14 stycznia 1997) – rosyjska koszykarka, występująca na pozycjach silnej skrzydłowej lub środkowej, reprezentantka kraju, od 2015 zawodniczka MBA Moskwa.

## Osiągnięcia
Stan na 21 maja 2024, na podstawie, o ile nie zaznaczono inaczej.

### Drużynowe
- Brązowa medalistka mistrzostw Rosji (2021–2023)
- Finalistka Pucharu Rosji (2018, 2023)
- Uczestnik rozgrywek:
  - Euroligi (2021/2022)
  - Eurocup (2016–2021)

### Reprezentacja
Seniorska
- Uczestniczka:
  - mistrzostw Europy (2021 – 6. miejsce)[4]
  - kwalifikacji do:
    - mistrzostw świata (2022)
    - Eurobasketu (2023)

Młodzieżowe
- Brązowa medalistka mistrzostw Europy:
  - U–20 (2016, 2017)[5][6]
  - U–18 (2015)[7]
  - U–16 (2012)[8]